# パン屋を襲う
『パン屋を襲う』（パンやをおそう）は、村上春樹文、カット・メンシック（Kat Menschik）画の絵本。
2012年3月、村上の「パン屋襲撃」と「パン屋再襲撃」の2短編が、ドイツのデュモン社よりカット・メンシックのイラストレーション付きで一冊の本として出版された。タイトルは『Die Bäckereiüberfälle』。翻訳はDamian Larensが行った。
翌年2013年2月、同じようなかたちで新潮社より刊行されたのがこの『パン屋を襲う』である。
村上春樹の「あとがき」によれば、『眠り』に続いての「絵本」だという。また、「僕の印象では、この夫婦は少し姿を変え、『ねじまき鳥クロニクル』の世界へと歩み進めていくようだ」と書いている。出版に際して加筆修正がなされ、「オリジナルのテキストとは少し違った雰囲気を持つものとして読んでいただけると嬉しい」と書いている。

## 収録作品
パン屋を襲う
再びパン屋を襲う